# Bart to the Future
"Bart to the Future" avsnittet 17 från säsong 11 av Simpsons och sändes på Fox den 19 mars 2000. I avsnittet stannar familjen Simpson på ett indiankasino, men då de inte släpper in Bart, eftersom han för ung, plankar han in men blir tagen av chefen för kasinot. Chefen visar Bart hans framtid där Lisa är president och Bart en misslyckad musiker.

## Handling
Familjen Simpson är på väg till sjön Larval Lake, men blir stoppade av en skogvaktare som berättar att myggorna tagit över området och de återvänder hem. På vägen hem passerar de ett indiankasino. Bart, Homer och Marge går in i kasinot, men eftersom Bart är för ung för att spela på kasino slänger de ut honom. Bart bestämmer sig då för att smyga sig in och lyckas genom att lägga sig i Arthur Crandalls väska efter att han kastat ut Gabbo. Bart blir dock upptäckt och chefen för kasinot bestämmer sig för att prata med honom. Chefen berättar att han kan se in i framtiden och berättar för Bart hur hans framtid kommer att se ut. Det är 30 år fram i tiden och Bart bor tillsammans med Ralph Wiggum. Tillsammans har de ett musikband. Bart och Ralph får en spelning på Nelson Muntzs klubb, men behöver lite pengar för att genomföra gigget. Han försöker först hos mamma och pappa, men då de inte ger honom något går han till deras granne, Ned Flanders. Gigget är dock inte så lönsamt då de bara får betalt i popcorn. Efter konserten upptäcker Bart och Ralph att de blivit vräkta från sin bostad eftersom de inte betalt hyran och detta leder till att Ralph lämnar Bart. Samtidigt håller Lisa sin första pressträff som USA:s första straight kvinnliga president efter att hon tagit över posten från Donald Trump. Lisa har det inte lätt. Nationen är bankrutt och Bart har bestämt sig för att snylta och bo hos Lisa.
Lisa tänker höja skatterna vilket hon vet att USA:s invånare inte uppskattar, så hon använder ett finare ord för skatthöjningen. Men då Bart berättar sanningen om hennes skattehöjning mitt under direktsändning i TV blir Lisa mindre populär. Homer och Marge flyttar också in till Lisa och Homer börjar leta i Vita huset för att försöka hitta Lincolns guld, men det går inte så bra. För att bli av med Bart skickar Lisa iväg honom till Camp David och ber honom skriva en coolhetsrapport om platsen. När Bart kommer till Camp David träffar han på Billy Carters spöke som berättar att Lisa bara ville bli av med honom och inte behöver rapporten. Homer har äntligen hittat Lincolns guld, men det visar sig bara vara en lapp med en metafor som berättar att guldet finns i hjärtat av varje frihetsälskande amerikan. Lisa har ett möte med de andra stormakterna, där hon försöker få dem att förstå varför de inte kan betala sina lån till dem. Hon får stora problem men blir räddad av Bart som kommit tillbaka och lyckas lugna ner dem. Lisa frågar Bart hur hon kan tacka honom och han ber henne "legalisera det", vilket hon gör. Kasinochefen berättar för Bart att spådomen tar slut där, men att om han ändrar sitt liv kan framtiden ändras. Lisa kommer sedan och hämtar Bart, för de ska gå hem. Homer hat puttat ner en servitör och Marge har förlorat 20 000 dollar. Bart berättar för Lisa att han fick se en glimt av framtiden, och att han hade ett rockband och en moped och Lisa hade något myndighetsjobb.

## Produktion
"Bart to the Future" skrevs av Dan Greaney och regisserades av Michael Marcantel. Avsnittet var det andra avsnittet i serien som ger en inblick i framtiden. Titeln är en parodi på Tillbaka till framtiden.

## Mottagande
Avsnittet sändes på Fox den 19 mars 2000. Nancy Basile på About.com anser att avsnittet är en av de från säsongen som glänste. I DVD Movie Guide skrev Colin Jacobson att avsnitt av denna typ kan bara vara toppen eller botten, och de här är toppen och de få skämten som finns är bra och avsnittet roar tittaren nästan hela tiden. Hayden Childs på The A.V. Club har skrivit att avsnittet är bättre än många avsnitt från den här tiden men är inte lika bra som föregångaren, Lisa's Wedding. I en artikel från 2003 ansåg Entertainment Weekly att avsnittet är den sämsta i serien. Trots att de anser att avsnittet var bättre än något TV-program under hela sändningsveckan så anser de manuset kunde vara bättre och är en skam mot det bättre avsnittet Lisa's Wedding. Inför avsnitt 300 av serien ansåg Ben Rayner i Toronto Star att "Bart to the Future" bara är ett dåligt år 2000-avsnitt och inte som Entertainment Weekly kallade det, det värsta avsnittet någonsin. 